# Huanguelén
Huanguelén is een plaats in het Argentijnse bestuurlijke gebied Coronel Suárez in de provincie Buenos Aires. De plaats telt 4.896 inwoners.